# Ça ne change pas un homme
Albums de Johnny Hallyday
Cadillac
(1989) Rough Town
(1994)
Singles
1. Ça ne change pas un homme
Sortie : 19 novembre 1991
2. Dans un an ou un jour
Sortie : 25 février 1992
3. Et puis je sais
Sortie : 17 juin 1992
4. True to you
Sortie : 7 septembre 1992
5. La guitare fait mal
Sortie : 7 décembre 1992

Ça ne change pas un homme est le 37e album studio de Johnny Hallyday sorti en 1991.

## Histoire
Au printemps 1991, à Paris, Johnny Hallyday travaille avec Tony Joe White sur de nouvelles chansons. Il est un temps envisagé qu'il écrive et réalise le prochain album d'Hallyday, mais finalement l'entreprise s'avère compliquée pour l'Américain et le projet tourne court. De cette collaboration ne subsistent que deux chansons, Une journée et La guitare fait mal écrites par Étienne Roda-Gil.
Porté par les vers d'Art Mengo « ça ne change pas un homme un homme ça vieillit  », l'album prend le contre-pied des trois précédents, écrits par un unique auteur-compositeur pour deux d'entre-eux (Berger et Goldman) et unique auteur (Roda-Gil) pour le troisième, en proposant des titres écrits par diverses personnalités françaises mais aussi internationales. Ce faisant, Johnny Hallyday envisage un temps de nommer l'opus « Patchwork ».
Jacques Cardona compose deux chansons. Mort Shuman, célèbre interprète du Lac Majeur et anciennement auteur pour Elvis Presley, compose Dans un an ou un jour. Il signe ici sa neuvième collaboration avec Johnny Hallyday et aussi sa dernière chanson. L'artiste décède le 3 novembre 1991, d'un cancer du foie. Johnny, lors des obsèques, dépose sur la tombe de son ami, une cassette contenant l'enregistrement qu'il n'a pas pu écouter.
Pour exister et Et puis je sais est la première collaboration de Patrick Bruel pour Hallyday. L'auteur reprend à son compte quelques années plus tard, les deux chansons en concert : En 1995, ce sera Pour Exister (album live On s'était dit…) et en 2000, il chante en duo avec Johnny Hallyday Et puis je sais (album live Rien ne s'efface...). Hallyday lui rend ici la politesse, Bruel a été précédemment son invité en 1998 au Stade de France, où pour la toute première fois, ils interprétèrent ensemble Et puis je sais (album live Stade de France 98 Johnny allume le feu).
Les chansons Le Nom Que Tu Portes et Cadillac Man sont composées par Jon Bon Jovi et Richie Sambora. Ysa Shandy signe l'adaptation du titre Le Nom Que Tu portes composé par le groupe Bon Jovi pour son album Slippery When Wet mais qu'il n'utilisa pas (elle s'appelait alors You'Re Not My Lover). Cadillac Man, adapté par Philippe Labro (qui n'a plus écrit pour Hallyday depuis 1984), date de la même période. Richie Sambora est à la guitare sur les deux chansons.
Bryan Adams et Chris Rea proposent chacun un titre.
L'album s'achève sur Tien An Mien, une chanson qui évoque la répression brutale par les autorités chinoises des Manifestations de la place Tian'anmen en juin 1989. Les paroles sont écrites par Isa Shandy, une étudiante Coréenne âgée de 19 ans. Elle signe également les paroles de Dans un an ou un jour, Ce jeu-là et Le nom que tu portes.
Claude Nougaro a proposé un texte nommé J'ai mené ma vie à tombeau ouvert et à guichet fermé , mais faute d'être accompagné d'une musique il ne fut pas retenu.

## Autour de l'album
Le disque est diffusé en vinyle, en CD et aussi, c'est une première, en Digital Compact Cassette.
L'album est réalisé par Mick Lanaro, (sauf titres 8 et 13 réalisation : Patrick Bruel, Mick Lanaro et titres 11 et 12 réalisation : Tony Joe White).
Philippe Saisse signe les arrangements des cuivres.

## Titres
Nota, à propos du titre La guitare fait mal :
- La 1re édition de l'album, (vinyles et CD), crédite comme parolier Étienne Roda-Gil et Tony Joe White comme compositeur.
- La seconde édition (CD uniquement), attribue la chanson à Claude Lemesle, Joe Dassin - adaptation Étienne Roda-Gil.

À l'origine Joe Dassin et Claude Lemesle ont écrit, en 1979, une chanson nommée Le marché aux puces (voir l'album de J. Dassin Blue Country). L'année suivante, le chanteur grave sur un 45 tours le titre en anglais, qui adapté par Tony Joe White devient The Guitar Don't lie. Elle est alors créditée Dassin, Lemesle, White (l'américain est à la guitare sur les deux versions ; il joue également sur le titre de Johnny).
Si la première édition de l'album d'Hallyday évince Dassin et Lemesle, la seconde les rétablit dans leurs droits, mais cette fois au détriment de Tony Joe White.
| 1.  | Tout pour te déplaire                         | J. Vallance - adaptation Kent            | Bryan Adams     | 4:12 |
| 2.  | Roxy baby                                     | Piranha                                  | Zaak            | 3:22 |
| 3.  | Dans un an ou un jour (à mon ami Mort Shuman) | Ysa Shandy                               | Mort Shuman     | 5:08 |
| 4.  | Ce jeu-là                                     | Ysa Shandy                               | Jacques Cardona | 4:42 |
| 5.  | Le nom que tu portes                          | Jon Bon Jovi - adaptation Ysa Shandy     | Richie Sambora  | 4:32 |
| 6.  | Ça ne change pas un homme                     | Patrice Guirao                           | Art Mengo       | 4:52 |
| 7.  | Cadillac man                                  | Jon Bon Jovi - adaptation Philippe Labro | Richie Sambora  | 6:04 |
| 8.  | Et puis je sais                               | Patrick Bruel                            | Patrick Bruel   | 3:58 |
| 9.  | True to you                                   | Chris Rea                                | Chris Rea       | 4:22 |
| 10. | Amour facile (Dirty Love)                     | Thunder - adaptation : Jean Schultheis   | Thunder         | 4:12 |
| 11. | La guitare fait mal                           | (Voir nota)                              | (voir nota)     | 4:25 |
| 12. | Une journée                                   | Étienne Roda-Gil                         | Tony Joe White  | 4:42 |
| 13. | Pour exister                                  | Patrick Bruel                            | Patrick Bruel   | 5:06 |
| 14. | Tien An Men                                   | Ysa Shandy                               | Jacques Cardona | 4:40 |

## Musiciens
- Tout pour te déplaire :

Claviers : Serge Perathoner
 Guitares : Nick Moroch - Norbert Krief
 Basse : Jannick Top
 Batterie : Steve Ferrone
 Trompettes : Alan Rubin - Lew Soloff
 Trombone : Tom Malone - Ronnie Cuber
 Saxophone alto : Lou Marini
 Arrangements des cuivres : Philippe Saisse
 Choristes : Yvonne Jones - Debbie Davis - Carole Fredericks
- Roxi Baby :

Claviers : Serge Perathoner
 Guitares : Nick Moroch
 Basse : Jannick Top
 Batterie : Steve Ferrone
 Trompettes : Alan Rubin - Lew Soloff
 Trombone : Tom Malone
 Saxophone baryton : Ronnie Cuber
 Saxophone alto : Lou Marini
 Arrangements des cuivres : Philippe Saisse
 Choristes : Yvonne Jones - Debbie Davis
- Dans un an ou un jour :

Claviers : Serge Perathoner
 Guitares : Nick Moroch
 Basse : Jannick Top
 Batterie : Steve Ferrone
 Voix harmo : Érick Bamy
- Ce jeu-là :

Claviers : Serge Perathoner
 Guitares : Nick Moroch - Norbert Krief
 Basse : Jannick Top
 Batterie : Steve Ferrone
 Trompettes : Alan Rubin - Lew Soloff
 Trombone : Tom Malone
 Saxophone baryton : Ronnie Cuber
 Saxophone alto : Lou Marini
 Arrangements des cuivres : Philippe Saisse
 Voix harmo : Érick Bamy
 Choristes : Curtis King - Brenda King - Lani Groves, Ariella
- Le nom que tu portes :

Claviers : Jeff Bova
 Guitares : Nick Moroch - Richie Sambora
 Basse : Carl James
 Batterie : Steve Ferrone
 Voix harmo : Érick Bamy
- Ça ne change pas un homme :

Claviers : Serge Perathoner
 Guitares : Nick Moroch - Norbert Krief
 Basse : Jannick Top
 Batterie : Steve Ferrone
 Trompettes : Alan Rubin - Lew Soloff
 Trombone : Tom Malone
 Saxophone baryton : Ronnie Cuber
 Saxophone alto : Lou Marini
 Arrangements des cuivres : Philippe Saisse
- Cadillac man :

Claviers : Jeff Bova
 Guitares : Richie Sambora _ Nick Moroch
 Basse : Carl James
 Batterie : Steve Ferrone
 Voix harmo : Érick Bamy
- Et puis je sais :

Claviers : Serge Perathoner
 Guitares : Nick Moroch - Norbert Krief
 Basse : Jannick Top
 Batterie : Steve Ferrone
 Tambourin : Mick Lanaro
 Violon : Christophe Guiot - Hervé Chevalier
 Alto : Agnes Toussaint-Audin
 Cello : Jean-Philippe Audin
- True to you :

Claviers : Jeff Bova
 Guitares : Nick Moroch - Chris Rea
 Basse : Carl James
 Batterie : Steve Ferrone
 Trompette : Alan Rubin
 Trompette et Bugle : Lew Soloff
 Trombone : Tom Malone
 Saxophone baryton : Ronnie Cuber
 Saxophone alto : Lou Marini
 Arrangements des cuivres : Philippe Saisse
 Choristes : Curtis King - Brenda King - Lani Groves, Ariella
- Amour facile :

Claviers : Serge Perathoner
 Guitares : Nick Moroch - Norbert Krief
 Basse : Jannick Top
 Batterie : Steve Ferrone
 Trompettes : Alan Rubin - Lew Soloff
 Trombone : Tom Malone
 Saxophone baryton : Ronnie Cuber
 Saxophone alto : Lou Marini
 Arrangements des cuivres : Philippe Saisse
 Choristes : Yvonne Jones - Debbie Davis - Carole Fredericks
 Voix harmo : Érick Bamy
- La guitare fait mal :

Claviers : Steve Nathan - Jeff Bova
 Guitares : Tony Joe White
 Basse : David Hood
 Batterie : Roger Hawkins
 Percussions : Marc Chantereau
- Une journée :

Claviers : Steve Nathan
 Guitares et harmonica : Tony Joe White
 Basse : David Hood
 Batterie : Roger Hawkins
 Tambourin : Larry Alexander
 Choristes : Marina Albert - Sylvie N'Doumbe - Yvonne Jones
- Pour exister :

Claviers : Serge Perathoner
 Guitares : Nick Moroch - Norbert Krief
 Basse : Jannick Top
 Batterie : Steve Ferrone
- Tien An Men :

Claviers : Serge Perathoner
 Guitares : Nick Moroch
 Basse : Jannick Top
 Batterie : Steve Ferrone
 Trompette : Alan Rubin
 Trompette et Bugle : Lew Soloff
 Trombone : Tom Malone
 Saxophone alto : Lou Marini
 Tubz : Dave Bargeron
 Arrangements des cuivres : Philippe Saisse
 Choristes : Curtis King - Brenda King - Lani Groves - Ariela

## Classements hebdomadaires
| Classement (1991) | Meilleure position |
| ----------------- | ------------------ |
| France (SNEP)     | 3                  |

| Classement (2000) | Meilleure position |
| ----------------- | ------------------ |
| France (SNEP)     | 40                 |